# Adolf Keck
Adolf Gustav Keck (* 19. Juni 1867 in Helmstedt; † 11. März 1944 in Neugraben) war ein deutscher evangelisch-lutherischer Pfarrer und Landespolitiker im Freistaat Braunschweig.

## Leben
Adolf Keck wurde 1867 in Helmstedt geboren, wo sein Vater als Aufseher in der städtischen Strafanstalt tätig war. Er studierte in Leipzig evangelische Theologie. Nachfolgend war er von 1897 bis 1933 Pfarrer in Herrhausen am Harz, Engelade und Dannhausen. Keck vertrat einen liberal-sozialen politischen Standpunkt. Neben seiner geistlichen Tätigkeit äußerte er sich in diesem Sinne zu politischen Fragen im Wahlkreis Gandersheim-Holzminden. Er wurde stellvertretender Schriftleiter beim Seesener Beobachter und beim Rhüdener Tageblatt. Auf Veranlassung des Konsistoriums musste er diese Tätigkeiten jedoch einstellen. Nach Ende des Ersten Weltkriegs war Keck bei den Landtagswahlen 1918 Kandidat der links-liberalen DDP. Er wurde am 10. Februar 1919 zum Vizepräsidenten des ersten demokratischen Braunschweigischen Landtages gewählt.
Keck trat dem erstarkenden Nationalsozialismus bereits 1931 in einem Aufsatz entgegen. Den programmatischen Antisemitismus der NSDAP lehnte er ab. Seine offen pazifistische Haltung erweckte wachsende Proteste in konservativen Kreisen. Nach Kecks Rede zum Volkstrauertag am 12. März 1933 kam es zu seiner Inhaftierung. Im Braunschweiger Gefängnis besuchten ihn Landesbischof Alexander Hans Bernewitz und Oberlandeskirchenrat Meyer. Er wurde am 16. März, auch zu seinem Schutz vor weiterer Verfolgung durch die Nationalsozialisten, von der Kirchenleitung von seinen Amtsgeschäften entbunden. Kecks Bitte um Versetzung in den Ruhestand zum 1. Mai 1933 wurde umgehend entsprochen. Das Ehepaar Keck verließ die Landeskirche und ging nach Hamburg. Adolf Keck starb im März 1944 im Alter von 76 Jahren.
In Herrhausen wurde im Jahr 2022 der Pfarrer-Gustav-Adolf-Keck-Weg nach ihm benannt.